# August Palm
August Palm – nascido em 1849 em Fårabäck, falecido em 1922 em Estocolmo – foi um pioneiro e agitador político social-democrata sueco dos fins do séc. XIX e príncípios do séc. XX.

August Palm dirigiu em 1881 a primeira manifestação pública social-democrata da Suécia, na cidade de Malmö, e fundou em 1885 o jornal Social-Demokraten. Em 1886 perdeu a sua posição de líder dos sociais-democratas a favor de Hjalmar Branting. Continuou, com sucesso, a sua carreira como agitador do partido.